# Jacques Raige-Delorme
Jacques Raige-Delorme, né le 18 novembre 1795 à Montargis et mort le 22 janvier 1887 à Paris, est un médecin et bibliothécaire français, connu pour son travail sur les dictionnaires médicaux.

## Biographie
À l’issue de ses études à la faculté de médecine de Paris, Raige-Delorme a reçu, le 30 août 1819, son doctorat avec la thèse intitulée Considérations médico-légales sur l’empoisonnement par les substances corrosives,,. Nommé sous-bibliothécaire de la Faculté le 18 février 1836 puis bibliothécaire adjoint le 23 mai 1844, il est devenu titulaire en 1852, à la mort de Jean-Eugène Dezeimeris,.
Auteur de quelques opuscules, il s’est fait surtout connaitre comme rédacteur principal, de 1823 à 1854, des Archives générales de médecine, dont il fut l’un des fondateurs. Lui-même a entrepris la publication d’une Dictionnaire encyclopédique des sciences médicales, important ouvrage de cinq parties composant un total de 100 volumes, ouvrage classique de la terminologie médicale,, dont il a partagé, dès le début, la direction avec Amédée Dechambre. Il a collaboré, en outre, à plusieurs publications importantes, telles que le Dictionnaire de médecine de Adelon, Béclard, Biett, Dulieu, le Dictionnaire historique de la médecine ancienne et moderne, toujours utile, le Nouveau Dictionnaire des sciences médicales et vétérinaires, le Nouveau dictionnaire lexicographique et descriptif des sciences médicales et vétérinaires.
Parmi ses autres écrits, on relève les nécrologies de Pierre-Augustin Béclard, Étienne-Jean Georget, Antonin Jean Desormeaux, Jean-Eugène Dezeimeris et Isidore Valleix.
Il parait avoir signalé pour la première fois le symptôme de la phlegmatia, en 1841.

## Publications

### Articles
- « Chirurgie », Dictionnaire historique de la médecine ancienne et moderne de Dezeimeris, t. 1, Paris, Béchet jeune, 1828.
- « Des blessures considérées sous le rapport de la médecine légale », extrait du Dictionnaire de médecine, Paris, Rignoux, 1921.
- « Pathologie », Paris, Béchet jeune, 1841.
- « Pathologie interne ou médicale », Paris, Béchet jeune, 1841.
- « Spermatorrhée », Dictionnaire de médecine ou répertoire général des sciences médicales considérées sous le rapport théorique et pratique, Adelon, Béclard, Bérard et al. éd. ; 2e éd., t. 28, Paris, Béchet jeune, 1844.
- « Sperme », Ibid.
- « Splanchnologie », Ibid.

### Notices
- Notice nécrologique sur P. A. Béclard, Paris, Béchet jeune, 1825.
- Notice nécrologique sur M. Georget, Paris, Béchet jeune, 1828.
- Notice biographique sur M. A. Desormeaux, Paris, Migneret, 1830.
- Notice nécrologique sur M. Dezeimeris, Paris, Labé, 1852.
- Notice nécrologique sur M. Valleix, Paris, Labé, 1855.

### Ouvrages
- Considérations médico-légales sur l’empoisonnement par les substances corrosives, Paris, Didot jeune, 1819.
- Psychologie physiologique, Paris, Ch. Lahure, 1851.
- De la médecine : considérations sur les sciences médicales, histoire et bibliographie générales, Paris, Rignoux, 1839.
- Hernie : notice historique et bibliographique, Paris, Béchet jeune, 1837.
- Sur les hernies, notice historique… Obstétrique Physiologie, Paris, Rignoux, 1837.

### Dictionnaires
- Dictionnaire historique de la médecine ancienne et moderne : ou Précis de l’histoire générale, technologique et littéraire de la médecine : Suivi de la bibliographie médicale du dix-neuvième siècle et d’un répertoire bibliographique par ordre des matières, avec Dezeimeris et Ollivier, Paris, Béchet jeune, 1828-1839.
- Dictionnaire encyclopédique des sciences médicales, avec les docteurs Axenfeld, Baillarger, Baillon et al. A. Dechambre, éd., Paris, P. Asselin, 1865.
- Dictionnaire encyclopédique des sciences médicales, publié sous la direction de Raige-Delorme et A. Dechambre, puis de A. Dechambre, puis de Léon Lereboullet, Paris, V. Masson et fils, 1864-1889.
- Nouveau dictionnaire lexicographique et descriptif des sciences médicales et vétérinaires : comprenant l’anatomie, la physiologie, la pathologie générale, la pathologie spéciale, l’hygiène, la thérapeutique, la pharmacologie, l’obstétrique, les opérations chirurgicales, la médecine légale, la toxicologie et les sciences accessoires suivi d’un vocabulaire biographique, avec Henri Bouley, Charles Victor Daremberg et al. avec la collaboration de Charles Lamy pour la chimie, Paris, Labé, 1851-1863.